# Сільва Кошина
Сільва Кошина (італ. Sylva Koscina; справжнє ім'я Сільвія Кошчіна, хорв. Silvija Košćina; 22 серпня 1933, Загреб — 26 грудня 1994, Рим) — італійська акторка та модель хорватського походження.

## Біографія
Народилася в Загребі, Королівство Югославія. Батько був греком і мав прізвище Кошкіну (грец. Κοσκινού), а мати була полькою.
Вивчала фізику в університеті Неаполя. Стала переможницею «Міс Ді Таппа» туру велогонок в Італії (1954), була відома як модель. Дебютувала у кіно в комедії Каміло Мастрочінкве «Ми чоловіки чи капрали?» (1955). У 1956 році виконала роль Джулії в знаменитому фільмі П'єтро Джермі «Машиніст» (1956). В 50-х — початку 60-х років Сільва Кошина грала в італійських комедіях молодих красунь і фатальних жінок. Серед найкращих ролей цього періоду — Туга в комедії «Небезпечні дружини» (1958, реж. Луїджі Коменчіні) і Мара в стрічці «Молоді чоловіки» (1959, реж. Мауро Болоньїні), Кароліна в кримінальній стрічці «Вбивство в Монте-Карло» (1961, реж. Маріо Камеріні), Раї Осборн в кримінальній драмі Клода Соте «Дати дуба» (1965).  
Глядацьку популярність завоювала, виконуючи ролі в історико-пригодницьких фільмах «Подвиги Геракла» (Іола, 1959, реж. Федеріко Тетті) і «Залізна маска» (Маріон, 1962, реж. Анрі Декуен), «Битва за Рим» (Теодора, 1968). Сільва Кошина з великим успіхом грала елегантних аристократок, вампірок.  
Наприкінці 1960-х одружилася з продюсером, власником кінофірми «Мінерва-філм» Раймондо Кастеллі. Виконала ролі другого плану у фільмах видатних режисерів — Федеріко Фелліні «Джульєтта і парфуми» (Сілва, 1965), Даміано Даміані «Найманий вбивця» (1961), Блазетті «Три казки про кохання» (1963). З 1967 року — акторка знімається в Голівуді. Знялася в кількох фільмах з голлівудськими зірками Кірком Дугласом і Полом Ньюманом, але очікуваного успіху ці кінострічки Сільві Кошині не принесли. У 1969 році повернулася до Італії.  
Сільва Кошина знялася у відвертій сесії для журналу «Плейбой», і хоча її знімав відомий фотограф Анджело Фронтоні, вона не уникла критики на свою адресу. Еротичний образ Кошини був підкріплений у фільмі Мауро Болоньїні «Абсолют природності» (1969), поставлений за романом Г. Парізе.  
В 1970-1990-ті грала ролі старіючих красунь, графинь і баронес — Ерічетта в комедії Кастеллано і Моччіа «Ас» (1981), Мафальда Черадінні в молодіжному фільмі «Попелюшка-80» (1984, реж. Рікардо Малленоті), графиня в комедії «Ріміні, Ріміні» (1987, реж. Серджо Корбуччі) і ін. Останнім фільмом за участю Сільви Кошини стала стрічка режисера Енріко Троянді «C'è Kim Novak al telefono» (1993).  
У 1967 році номінувалася на Премію «Gold Laurel / Золотий лавр».  
Пішла з життя 26 грудня 1994 року після тривалої хвороби на 62-му році життя.

## Фільмографія
- Siamo uomini o caporali (1955)
- Il ferroviere (1955)
- Michele Strogoff (1956)
- Guendalina (1957)
- La nonna Sabella (1957)
- La Gerusalemme liberata (1957)
- I fidanzati della morte (1957)
- Le fatiche di Ercole (1958)
- Racconti d'estate (1958)
- Totò nella luna (1958)
- Totò a Parigi (1958)
- Ladro lui, ladra lei (1958)
- Giovani mariti (1958)
- Ercole e la regina di Lidia (1958)
- La nipote Sabella (1958)
- Quando gli angeli piangono (1958)
- Non sono più guaglione (1958)
- Le naïf aux quarante enfants (1958)
- Mogli pericolose (1959)
- Psicanalista per signora (Le confident de ces dames) (1959)
- Tempi duri per i vampiri (1959)
- La cambiale (1959)
- Le sorprese dell'amore (1959)
- Poveri milionari (1959)
- Femmine tre volte (1959)
- Femmine di lusso (1960)
- I piaceri dello scapolo (1960)
- Il sicario (1960)
- 1960 : Злочин / (Crimen) — Кароліна
- 1960 : Поліцейський / (Il vigile) — сама себе
- L'assedio di Siracusa (1960)
- Le pillole di Ercole (1960)
- Genitori in blue-jeans (1960)
- Le distrazioni (Les distractions) (1960)
- Le mogli degli altri (Ravissante) (1960)
- Mariti in pericolo (1961)
- Mani in alto (1961)
- L'uomo dalla maschera di ferro (Le masque de fer) (1962)
- il giorno più corto (1962)
- La congiura dei dieci (1962)
- Jessica (1962)
- Le massaggiatrici (1962)
- Copacabana Palace (1962)
- La lepre e la tartaruga (Le lièvre et la tortue) (1962)
- Il paladino della corte di Francia (La salamandre d'or) (1962)
- Le monachine (1963)
- 1963 : Венеційський пекар / Il fornaretto di Venezia
- L'appartemento delle ragazze (L'appartement des filles) (1963)
- L'uomo in nero (Judex) (1963)
- 1964 : Сірано і д'Артаньян / Cyrano et d'Artagnan
- Il triangolo circolare (Le Grain de sable) (1964)
- Una storia di notte (1964)
- Sabato 18 luglio (1964)
- Cadavere per signora режисера Маріо Маттолі (1964)
- Amore e vita (1964)
- Se permettete parliamo di donne (1964)
- Troppo caldo per giugno (Hot Enough for June) (1964)
- Giulietta degli spiriti (1965)
- 1965 : Дати дуба / (L'Arme à gauche) — Рей Осборн, власниця яхти
- Io, io, io... e gli altri (1965)
- La donna (1965)
- Colpo grosso a Galata Bridge (Estambul 65) (1965)
- Il morbidone (1965)
- L'autostrada del sole (1965)
- I soldi (1965)
- Lo straniero di passaggio (Le monsieur de passage) (1966)
- I sette falsari (Monnaie de singe) (1966)
- Più micidiale del maschio (Deadlier Than the Male) (1966)
- Agente X-77 — Ordine di uccidere (Baraka sur X 13) (1966)
- Layton... bambole e karatè (Carré de dames pour un as) (1966)
- Tre morsi nella mela (Three Bites of the Apple) (1967)
- Johnny Banco (1967)
- I protagonisti (1967)
- La calata dei barbari (1968)
- Guerra amore e fuga (1968)
- Justine ovvero le disavventure della virtù (1968)
- Jim l'irresistibile detective (A Lovely Way to Die) (1968)
- La moglie nuova (1969)
- L'assoluto naturale (1969)
- Vedo nudo (1969)
- La battaglia della Neretva (1969)
- Ніні Тірабушо: жінка, яка вигадала рух (1970)
- I lupi attaccano in branco (1970)
- La colomba non deve volare (1970)
- Mazzabubù... Quante corna stanno quaggiù? (1971)
- Nel buio del terrore (1971)
- Homo Eroticus (1971)
- African Story (1971)
- Noi donne siam fatte così! (1971)
- Sette scialli di seta gialla (1972)
- Boccaccio (1972)
- La strana legge del dott. Menga (1972)
- Beati i ricchi (1972)
- Lisa e il diavolo (1972)
- Rivelazioni di un maniaco sessuale al capo della squadra mobile (1972)
- Il cav. Costante Nicosia demoniaco ovvero: Dracula in Brianza (1975)
- La casa dell'esorcismo (1975)
- Casanova & Company (1975)
- L'ingorgo (1978)
- I seduttori della domenica (1980)
- Ас (1981)
- Questo e quello (1982)
- Cenerentola '80 (1983)
- Mani di fata (1983)
- Rimini Rimini (1987)
- Ricky & Barabba (1992)
- C'è Kim Novak al telefono (1993)